# Costa-ricanische Basketballnationalmannschaft
Die costa-ricanische Basketballnationalmannschaft der Herren vertritt Costa Rica bei Basketball-Länderspielen. Der costa-ricanische Verband trat erst 1969 der FIBA bei und die erste nennenswerte Teilnahme einer Herrennationalmannschaft an einem internationalen Turnier war die Teilnahme an der mittelamerikanischen Zentralamerikameisterschaft 1989, bei der man unter zehn Teilnehmern einen siebten Platz erreichte. Zwei Jahre später erreichte man in einem verringerten Teilnehmerfeld den fünften und letzten Platz. Eine Qualifikation für eine kontinentale oder gar globale Endrunde gelang bislang nicht.

## Abschneiden bei internationalen Wettbewerben
| noch nie qualifiziert |  | noch nie qualifiziert |

### Zentralamerikanische Meisterschaften
| - 1965 bis 1969 – nicht teilgenommen - 1971 bis 1987 – nicht qualifiziert - 1989 – 7. Platz von 10 Teilnehmern - 1991 – 5. Platz von 5 Teilnehmern - 1993 – nicht qualifiziert - 1995 – 7. Platz von 7 Teilnehmern - 1997 – nicht qualifiziert - 1999 – 8. Platz von 8 Teilnehmern | - 2001 – nicht qualifiziert - 2003 – 8. Platz von 8 Teilnehmern - 2004 – nicht qualifiziert - 2006 – 8. Platz von 8 Teilnehmern - 2010 – nicht qualifiziert - 2012 – 9. Platz von 10 Teilnehmern |